# Békalencsés úszóhínárok
A békalencsés úszóhínárok (Lemnetalia minoris de Bolós & Masclans 1955) a felszíni lebegőhínárok társulásosztályának (Lemnetea de Bolós & Masclans, 1955) egyik társulástani rendje.

## Elterjedésük, élőhelyük
Ezek az apró termetű virágos növényekből, olykor májmohákból álló társulások többnyire az álló vagy lassan folyó, olykor csak ideiglenes vizek felszínét vonják be. Teljesen vízhez kötött, többé-kevésbé azonális társulások, de az egyes fajok más-más éghajlatot kedvelnek: így például a legtöbb Lemna faj, különösen az apró békalencse (Lemna minor) inkább a mérsékelt égöv hűvösebb részén és a hegyvidékeken nő, a Spirodela és a Salvinia nemzetségek társulásai pedig a melegebb (a Kárpát-medencében a síksági) vizekben élnek.
Az egész országban elterjedtek a kisebb, nyugodt víztükrökön, főleg az árnyékolt vízfelületeken.

## Növekedési típusaik és életmódjuk
A rend a lemnoid (kis, szabadon úszó) és riccielloid (kis, a felszín alatt szabadon lebegő) növekedési típusú fajok társulásait fogja össze. A riccielloid típusú szervezetek és a Ricciocarpus nemzetség fajai a tápanyagban szegény, disztróf vagy gyengén oligotróf vizekben élnek, a lemnoid típusú növények a tápanyagban gazdag vizeket kedvelik.

## Társulásalkotó és karakterfajok
Ezek a pleuszton társulások rendkívül fajszegények. 
A diagnosztikailag fontos (karakter-) fajok egyúttal társulásalkotó növények is. A felszínen lebegő fajok közül ilyenek:
- apró békalencse (Lemna minor),
- púpos békalencse (Lemna gibba),
- keresztes békalencse (Lemna trisulca),
- bojtos békalencse (Spirodela polyrrhiza),
- rucaöröm (Salvinia natans),
- hattyútáp (Ricciocarpus natans),
- vízidara (Wolffia arrhiza);

gyengén alámerült lebegő növény az úszó májmoha (Riccia fluitans).

## A társulások dinamikája
A társulások dinamikáját alapvetően a fajok felépítése határozza meg. A békalencse fajok aerenchymával telt, erősen redukált szervezetek, amelyek a mérsékelt égövben csak ritkán jutnak el a virágzásig. A Kárpát-medencében elsősorban vegetatívan szaporodnak a növénytest bazális csúcsán kiinduló hajtásaikkal, , ezért gyakoriak a nagy kiterjedésű, egyfajú populációk. A Lemna és Spirodela fajok gyökerei elsősorban a lebegő test stabilizálását szolgálják. Mivel a vízidarának és a vízi májmoháknak nincs ilyen szerve, ezért a víz és a szél sokkal erősebben mozgatja őket. A kedvezőtlen időszak átvészelésére az apró és a púpos békalencse a rendesnél kisebb, a vízfenékre le nem süllyedő hajtásokat fejleszt. A keresztes békalencse téli hajtása lesüllyed a fenékre, és ott növekszik tovább. A bojtos békalencse növénytestéből egy morfológiailag és szövettanilag teljesen eltérő áttelelő szervet, úgynevezett kitartórügyet (turió) fejleszt, és ez a fenékre süllyedve több hónapot is átvészelhet.

## Rendszertani csoportjaik
A rendnek Magyarországon három növényrendszertani csoportja, azon belül kilenc asszociációja fordul elő:
- A májmohás békalencsehínárok csoportja (Riccio-Lemnion trisulcae R. Tx & Schwabe-Braun, 1974). Gyengén eutróf vizekben élő, közvetlenül a víz színe alatt lebegő fajok társulásai jellemzően a szélmentes, részben árnyékos és tápanyaggal legfeljebb mérsékelten ellátott állóvizekben. Jellemző fajai: az úszó májmoha (Riccia fluitans) és a keresztes békalencse (Lemna trisulca) riccielloid felépítésűek. Három hazai társulásuk:
  - keresztes békalencsés (Lemnetum trisulcae Knapp et Stoffers 1962),
  - riccsiahínáros (Riccietum fluitantis Slavnić 1956),
  - májmohahínáros (Ricciocarpetum natantis (Segal 1963) R. Tx. 1974).

- A törpe békalencsehínárok csoportjába (Lemnion minoris de Bolós et Masclans 1955 em. Borhidi 2001) a víz felszínén úszó, rendkívül különféle oxigénellátású vizekben élő növények egyszintű társulásai tartoznak. A hűvösebb vizekben (Észak- és Nyugat-Európában) a társulások többnyire egyfajú állományokra redukálódnak. A csoport jellemző fajai az apró békalencse (Lemna minor) és a bojtos békalencse (Spirodela polyrrhiza). Magyarországon négy társulásuk él:
  - apró békalencsés (Lemnetum minoris Soó 1927),
  - kisbékalencse-hínáros (Lemno minoris-Spirodeletum W. Koch 1954),
  - púpos békalencsés (Lemnetum gibbae Miyav. & J. Tx. 1960),
  - vízidarahínáros (Wolffietum arrhizae Miyav. & J. Tx. 1960).

- A vízipáfrányos békalencsehínárok csoportjába (Lemno minoris-Salvinion natantis Slavnić 1956) a melegebb vizeket kedvelő, főleg Délkelet-Európa nyáron erősen felmelegedő állóvizeiben szokásos asszociációk tartoznak; elterjedésük északi határa Közép-Európa déli része (Felső-Rajna-vidék, Középső-Elba-vidék). Fő fajai a különféle vízipáfrányok: a rucaöröm (Salvinia natans) és az Azolla nemzetség fajai. A társulások jellemzően többfajúak. Magyarországon elsősorban disztróf vagy mérsékelten eutróf vizekben élnek. Két hazai társulásuk:
  - riccsia-vízipáfrányhínáros (Riccio–Salvinietum natantis Borhidi & al. 2001),
  - vízipáfrányos (Salvinio-Spirodeletum Slavnić 1956).